# Tse Chi Lop
Tse Chi Lop est un baron de la drogue canadien né en 1963 à Canton (Chine), arrêté en 2021.

## Éléments biographiques
Il est né en 1963 à Canton, en Chine. Il a déménagé à Hong Kong avant la rétrocession. Puis il a immigré au Canada en 1988 et a vécu à Toronto.
Il est soupçonné d'être devenu le dirigeant d'un cartel Sam Gor, l'un des plus importants fabricants et fournisseurs mondiaux de méthamphétamines et autres drogues de synthèse (MDMA, kétamine...), opérant de la Birmanie à la Nouvelle-Zélande en passant par Taïwan. Sam Gor serait en partie responsable de l'abandon spectaculaire, au début du XXIe siècle, de drogues comme l'héroïne au profit de produits synthétiques comme la méthamphétamine, la kétamine, le fentanyl en Asie de l'Est, en Asie du Sud-Est, puis dans d'autres régions du monde.
Il est arrêté aux Pays-Bas en janvier 2021 et est extradé vers l'Australie en décembre 2022.
En novembre 2021, Discovery a diffusé un documentaire sur Lop intitulé The World's Biggest Druglord - Tse Chi Lop sur Discovery+ ainsi que sur d'autres chaînes en Asie du Sud-Est, à Taïwan, au Japon, en Australie et en Nouvelle-Zélande.